# فرودگاه سالانش
فرودگاه سالانش (فرانسوی: Aérodrome de Sallanches‎) یک فرودگاه همگانی با کد یاتا XSN است که یک باند فرود سنگفرش دارد و طول باند آن ۶۰۰ متر است. این فرودگاه در شهر سالانش کشور فرانسه قرار دارد .